# مملوک

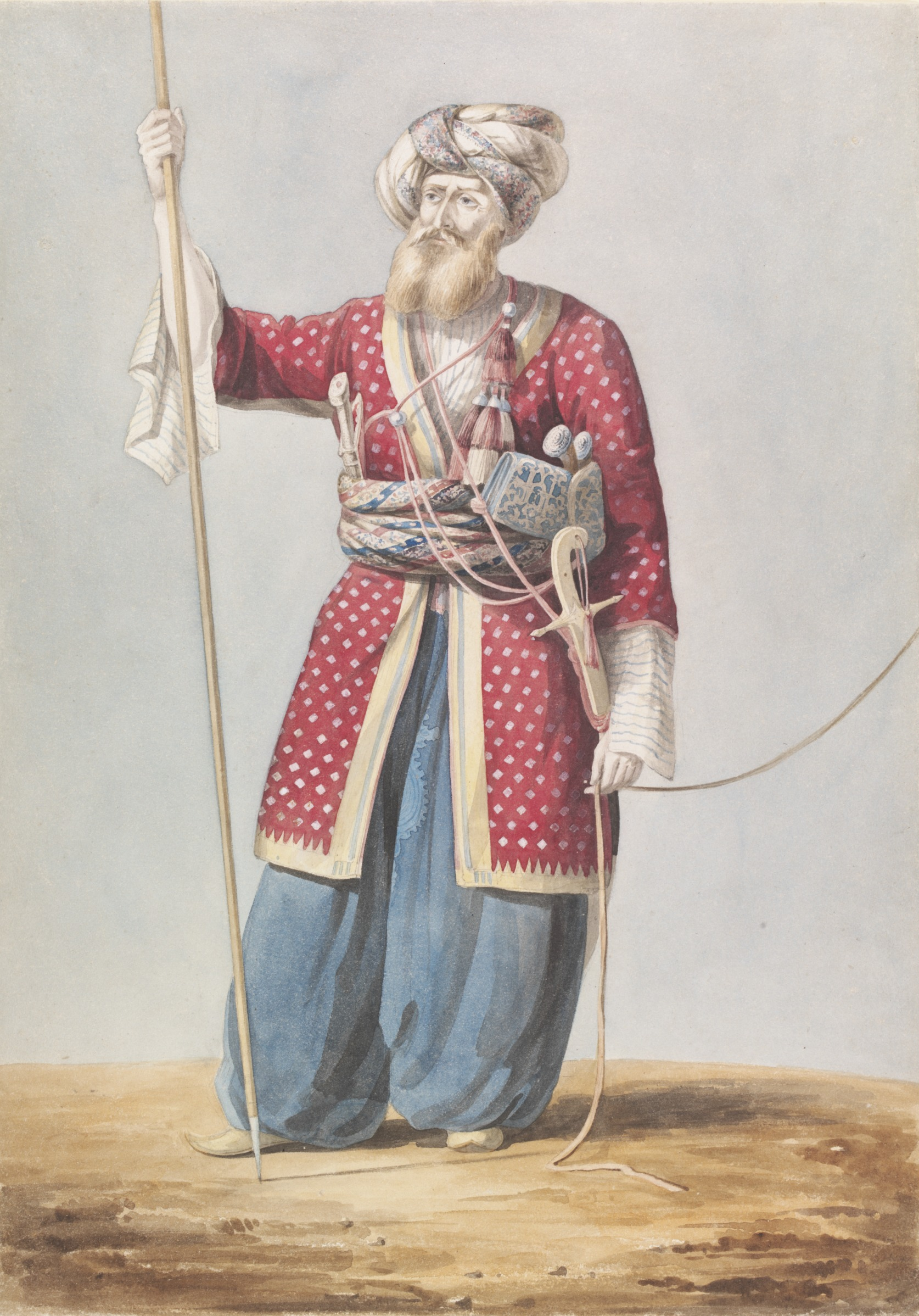
یک نجیب‌زادهٔ مملوک از حلب

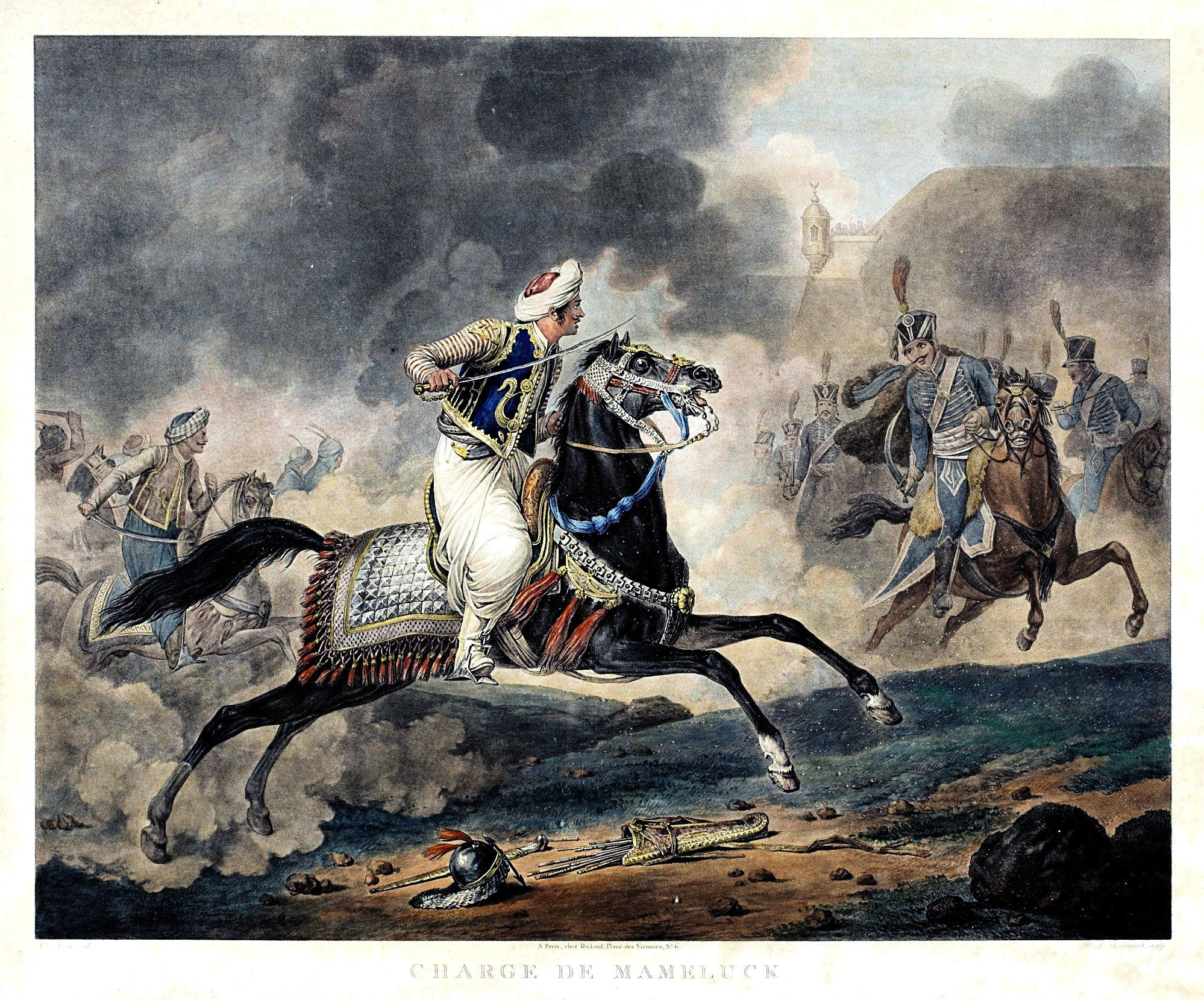

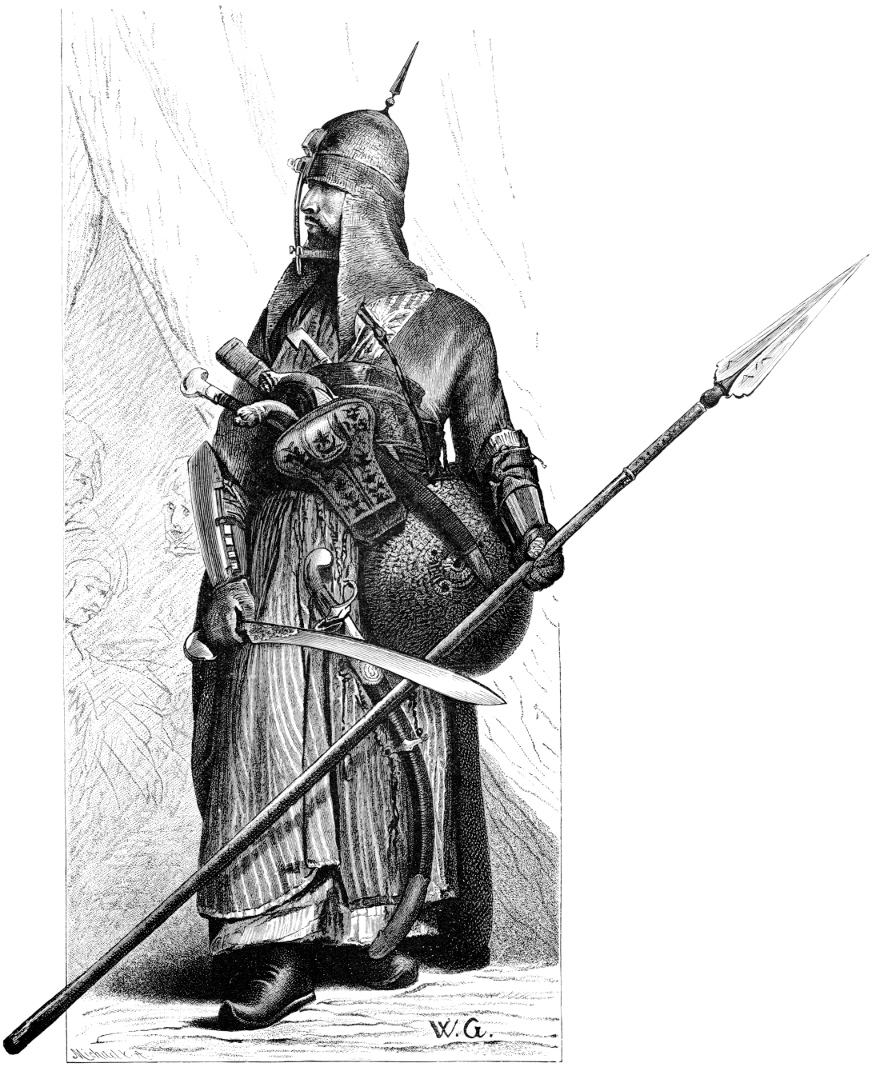
جنگجوی مملوک

مملوک، یا سرباز برده، عضو یکی از ارتش‌های مملوک تأسیس شده در دوران خلافت عباسی بود. مملوکان بعداً توانستند کنترل سیاسی چندین ایالت مسلمان را بدست آورد. بعد از ایوبیان، ژنرال‌های مملوک از قدرت خود برای تأسیس سلسله‌ای استفاده کردند که از سال ۱۲۵۰ تا ۱۵۱۷ بر مصر و سوریه حکومت می‌کرد.
مملوک یک واژه عربی به معنی برده است. همچنین اصطلاحی است که معمولاً به سربازان برده، برده‌های آزادشده، مسلمانانی که به وظایف نظامی و اداری منصوب می‌شدند و حاکمان مسلمان با اصالت برده اشاره دارد.
مملوک می‌تواند به یکی از پادشاهی‌های زیر اشاره کند:
- طولونیان (۸۶۸ تا ۹۰۵ میلادی)[۲]
- آل اخشید (۹۳۵ تا ۹۶۹ میلادی)
- غزنویان (۹۷۷ تا ۱۱۸۶ میلادی)
- خوارزمشاهیان (۱۰۷۷ تا ۱۲۳۱ میلادی)
- سلطنت مملوک (دهلی) (۱۲۰۶ تا ۱۲۹۰ میلادی)
- سلطنت مملوک (مصر) (۱۲۵۰ تا ۱۵۱۷ میلادی)
- سلطنت مملوک (عراق) (۱۷۰۴ تا ۱۸۳۱ میلادی)

از این میان، سلطنت مملوک در مصر طولانی‌ترین سلطنت را دارا بود که با ترفیع سربازان ترک از نژاد قپچاق و دیگر نژادهای ترک و چرکسها و گرجی‌ها دولتی نظامی را در تاریخ مصر اسلامی تشکیل دادند.
مملوک‌ها، همچنین واحدی سواره‌نظام در یگان گارد سلطنتی امپراتوری فرانسه در دوران امپراتوری ناپلئون بناپارت بودند.